# Knysna (gemeente)

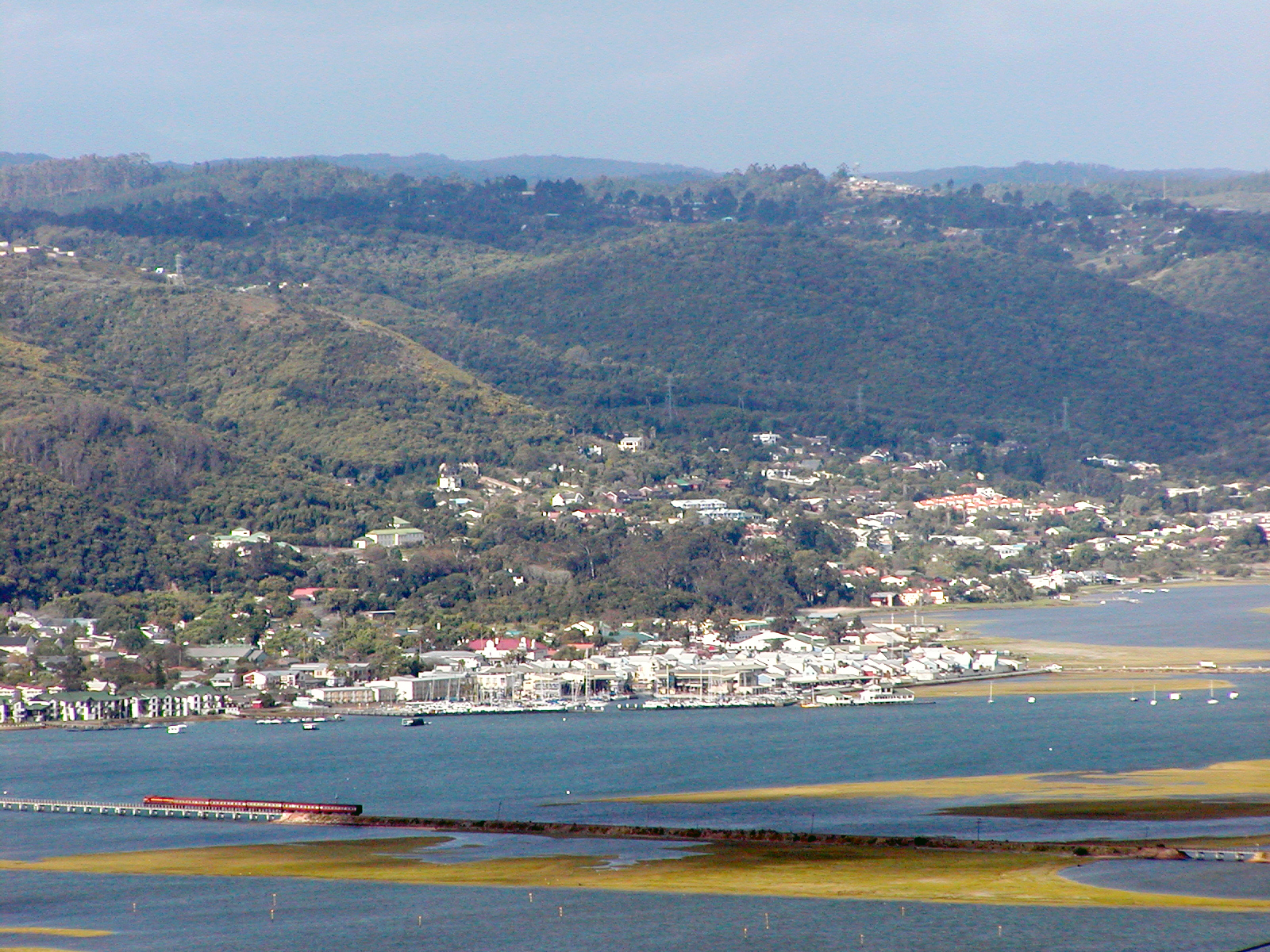
Knysna

Knysna (uitgesproken als Nijsna) is een gemeente in de Zuid-Afrikaanse provincie West-Kaap aan de Indische Oceaan. Knysna is ook een gemeente (officieel Knysna Plaaslike Munisipaliteit) in het district Eden en ligt 72 kilometer vanaf George, gelegen tussen heuvels, langs het Knysna-strandmeer. De gemeente telt 68.659 inwoners.
De economie van het dorp is gericht op toerisme; er zijn veel restaurants en terrassen. Toerisme in Knysna is er onder meer vanwege het nabijgelegen Tsitsikamma National Park en omdat het onderdeel is van de Tuinroute.
Een belangrijk feest in Knysna is het oesterfeest, dat in juli wordt gehouden.
In Knysna staat Mitchell's Brewery, waar men een rondleiding door de brouwerij kan krijgen en kan proeven van de soorten die er gebrouwen worden. De hop haalt deze brouwerij uit George.

## Hoofdplaatsen
Knysna is op zijn beurt nog eens verdeeld in 13 hoofdplaatsen (Afrikaans: nedersettings) en de hoofdstad van de gemeente is de gelijknamige hoofdplaats Knysna.
- Barrington
- Bongani
- Brenton-on-Sea
- Buffelsbaai
- Karatara
- Khayalethu-Suid
- Knysna
- Noetzie
- Old Place
- Rheenendal
- Sedgefield
- Swartvlei
- Xolweni